# Monismo fálico
Monismo fálico é um termo introduzido por Chasseguet-Smirgel para se referir à teoria de que em ambos os sexos o órgão masculino – ou seja, a questão de possuir ou não o pênis – era a chave para o desenvolvimento psicossexual.
A teoria foi defendida por Sigmund Freud . Seus críticos afirmam que foi resultado de uma adesão inconsciente a uma teoria sexual infantil.

## Freud
Freud identificou como tema central do estágio fálico um estado de espírito em que "existe masculinidade, mas não feminilidade. A antítese aqui é entre ter um órgão genital masculino e ser castrado". Ele acreditava que a mentalidade era compartilhada tanto por meninos quanto por meninas — um ponto de vista compartilhado pela vertente ortodoxa de seus seguidores, como sintetizado, por exemplo, no trabalho de Otto Fenichel.
Freud considerou esse monismo fálico como o cerne da neurose até o final de sua carreira.

## Críticos
As primeiras críticas contundentes ao monismo de Freud foram feitas por Karen Horney, que sugeriu que a própria visão psicanalítica havia se fixado no nível do menino que se engrandece às custas da irmã. Ernest Jones também foi rápido em afirmar que a mulher não era, como Freud parecia sugerir, " un homme manqué ... lutando para se consolar com substitutos secundários estranhos à sua verdadeira natureza".
Jacques Lacan reformulou o monismo fálico de Freud através de sua teoria do falo como significante; mas os kleinianos, os pós-kleinianos e aqueles influenciados pelo feminismo da segunda onda articularam uma visão mais positiva da feminilidade, articulando a crença no monismo fálico como uma sobrevivência na idade adulta de uma teoria sexual infantil (masculina).
O monismo fálico também tem sido ligado ao fetichismo sexual, alimentado por um superego excessivamente agressivo.